# Malpaís de la Rasca
Malpaís de la Rasca este o arie protejată (arie specială de conservare — SAC, sit de importanță comunitară — SCI) din Spania întinsă pe o suprafață de 312,7 ha, integral pe uscat.

## Localizare
Centrul sitului Malpaís de la Rasca este situat la coordonatele 28°00′41″N 16°41′31″W / 28.0113°N 16.692°V.

## Înființare
Situl Malpaís de la Rasca a fost declarat sit de importanță comunitară în octombrie 1999 pentru a proteja un număr necunoscut de specii din flora spontană și fauna sălbatică aflate în arealul zonei. Situl a fost protejat și ca arie specială de conservare în ianuarie 2010.

## Biodiversitate
Situată în ecoregiunea , aria protejată conține 2 habitate naturale: Faleze cu floră endemică de pe coastele macaroneziene, Tufărișuri termo-mediteraneene și de pre-deșert.
La baza desemnării sitului se află un număr nedeclarat de specii protejate.